# Sério

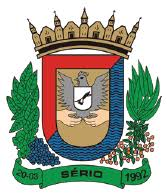
Escudo de Sério.

Sério es un municipio brasileño del estado de Rio Grande do Sul.
Se encuentra ubicado a una latitud de 29º23'00" Sur y una longitud de 52º16'07" Oeste, estando a una altitud de 626 metros sobre el nivel del mar. Su población estimada para el año 2004 era de 2536 habitantes.
Ocupa una superficie de 99 266 km².
- Datos: Q1758932
- Multimedia: Sério / Q1758932